# Петров, Георгий Алексеевич
Георгий Алексеевич Петров (1912, Нахичевань-на-Дону — 1975, Ростов-на-Дону) — советский архитектор.

## Биография
Родился в Нахичевани-на-Дону в 1912 году. Окончил советскую трудовую школу и Северо-Кавказский краевой строительный техникум. В 1937 году окончил Московский архитектурный институт, в студенческие годы работал под руководством Ивана Владиславовича Жолтовского.
В 1938 году, он уже вступил в Союз архитекторов СССР и работал в ростовском в «Промстройпроекте».

## Наиболее известные проекты
- 1949 — Дворец профсоюзов на Ворошиловском проспекте, Ростов-на-Дону.
- 1951 — Жилой дом с кондитерской «Золотой колос» (Большая Садовая ул., 43), Ростов-на-Дону.
- 1956 — Высшая Партийная школа (совм. с Н. Г. Худовердовым), Ростов-на-Дону.
- 1957 — Ростовский цирк (совм. с А. В. Барулиным), Ростов-на-Дону.
- 1975 — Дворец культуры и техники им. В. И. Ленина, Таганрог[2].